# マッダレーナ・ディ・カノッサ
マダレナ・カノッサ（Maddalena Gabriela di Canossa 1774年3月1日 - 1835年4月10日）は、イタリアのカトリック教会の修道女、聖人、カノッサ修道女会の創立者。正式な名前は、マッダレーナ・ガブリエラ・ディ・カノッサ（Maddalena Gabriela di Canossa)である。

## 生涯
マダレナ・カノッサは北イタリア・ヴェローナの侯爵・カノッサ家の娘として生まれ貴族の子女として育ち、父オッタヴィオは軍人で博物学者、地質学者であり、また敬虔なキリスト教信者でもあった。母テレーザも信仰心のある女性でマッダレーナを含めた5人の子供を育て、使用人の面倒を見たりした。その両親の下でマダレナは育ったが長続きはしなかった。1779年、5歳の頃、父が遭難死し、2年後の1781年に母が別の貴族男性と再婚し別れた。マッダレーナら兄弟は別の人物に引き取られたが折り合いが悪く去り、叔父ジェロニモの世話になった。
マッダレーナは修道生活に興味が引き、多くの縁談を退け1791年、カルメル会に入り観想修道院で生きようとしたが別の意図があると修道院長が気づき退会した。彼女は孤児や貧しい人々の為に尽くす使命に気づき、1803年7月1日、2人の女性と共に孤児のための学校を開き、教育を施した。

1808年5月7日、「カノッサ修道女会」を設立。カノッサは修道会の長として修道会を整え、修道女養成や女子教育に携わり、1835年4月10日、カトリック典礼上の「聖金曜日」にあたるこの日にカノッサは帰天（死去）した。カノッサは1941年12月7日、ローマ教皇ピウス12世により列福され、1988年10月2日、ヨハネ・パウロ2世により列聖された。